# 萧德
萧德（?—?），字特末隐。辽国（契丹）政治人物、軍人。又作蕭唐古，契丹楮特部出身。
萧德性格稳和，好学，懂礼法。太平年間，历官宿值，领牌印、直宿。善写奏章，每奏皆详明，多得辽圣宗称赞。辽兴宗即位，重熙五年（1036年），受命与林牙（契丹官名，掌文翰）耶律庶成修《律令》，参酌古今，刊正讹谬，撰成《新定条制》进献。重熙十七年（1048年）任右夷离毕。旋改左夷离毕，重熙十九年（1050年），转任北院枢密副使。转任契丹行宮都部署。辽道宗清宁元年（1055年），转任同知北院枢密使，封魯国公。清宁三年（1057年），任南府宰相。清宁五年（1059年），转任南京統軍使。清宁九年（1063年），复为南府宰相，与许王耶律仁先、赵王耶律乙辛等率宿卫士平定皇太叔耶律重元之乱，奋勇力战，斩耶律涅鲁古之首，以功封汉王，并受赐官户。辽道宗咸雍元年（1065年），因年老请求致仕，辽道宗不許。咸雍三年（1067年），加尚父，致仕，以告老归。享年七十二岁。

## 延伸阅读
[在维基数据编辑]
 《遼史/卷96》，出自脱脱《遼史》